# Sveta Katarina (Pulski zaljev)
Sveta Katarina (tal. Scoglio Santa Caterina) je jedan od otoka smješten u pulskom zaljevu. Administrativno pripada mjesnom odboru Štinjan. 
Otok Sv. Katarina uz otok Svetog Andriju dijeli pulski zaljev u dva manja bazena. Nalazi se ispred malog otočića Andrije i uvale Monumenti, a mostom je spojen s poluotokom Monumenti.
Površina otoka je 31.883 m2, duljina obalne crte 817 m, a visina 3 metra.

## Povijest
Talijanski renesansni geograf, liječnik i pisac Giuseppe Rosaccio u svom izolaru "Viaggio da Venetia a Costantinopoli" spominje otoke Pulskog zaljeva. Izričito navodi da u pulskoj luci postoji 6 otoka ne spominjući njihova imena. Iako je ovaj broj upitan, jer drugi izvori najčešće spominju četiri otoka, Rosaccio sigurno govori o Sv. Andriji (Scoglio Santo Andrea), te današnjim poluotocima - Uljaniku (Scoglio Olivi), Sv. Katarini (Scoglio Santa Caterina), Sv. Petru (Scoglio San Pietro) i Sv. Ivanu.
Sveta Katarina bila je sastavni dio vojarne "Monumenti". Za vrijeme Jugoslavije, na otoku je boravila JRM koja je podignula par zgrada koje su udomljavale razne školske i ronilačke ustanove. Na otoku se nalazilo zapovjedništvo brigade mornaričkog pješaštva čiji je veći dio bio smješten u zgradama s druge strane mosta – na kopnenom dijelu kompleksa. Na samom otoku još se nalazila mješovita divizija desantnih brodova, ronioci, te druga pomoćna sredstva.